# 所さんのお騒がせデス
『所さんのお騒がせデス』（ところさんのおさわがせデス）は、1993年4月15日から同年9月16日まで、日本テレビ系列局で放送されていた読売テレビ制作のクイズ番組である。放送時間は毎週木曜 22:00 - 22:52 (JST) 。

## 概要
司会は所ジョージと長野智子が担当した。ゲストとのトークを交えながら雑学をベースとしたクイズが出題された。
放送開始当初から視聴率が不振だったためその前の『谷村新司のテレビ裸の王様』同様、番組は半年程度で終了した。

## オープニングテーマ
- 高中正義「NAPOLEON FUNK」

## エンディングテーマ
- BLOW「好きで好きでたまらない」

| 読売テレビ制作・日本テレビ系列 木曜22:00 - 22:52枠      | 読売テレビ制作・日本テレビ系列 木曜22:00 - 22:52枠 | 読売テレビ制作・日本テレビ系列 木曜22:00 - 22:52枠       |
| 前番組                                                  | 番組名                                             | 次番組                                                   |
| ------------------------------------------------------- | -------------------------------------------------- | -------------------------------------------------------- |
| ドラマシティ'93 （1992.4.2 - 1993.3.25） ※21:00 - 22:52 | 所さんのお騒がせデス （1993.4.15 - 9.16）          | ダウンタウンDX （1993.10.21 - 2025.6.26） ※22:00 - 22:54 |